# Ais (dźwięk)
Ais (A♯) – dźwięk, którego częstotliwość dla ais¹ wynosi około 466,2 Hz. Stanowi tonikę gam Ais-dur i ais-moll. Jest to podwyższony za pomocą krzyżyka dźwięk a. Enharmonicznie dźwięki o tej samej wysokości to: b i ceses.